# Вулиця Андрія Ніковського
Ву́лиця Андрія Ніковського — вулиця в Голосіївському районі міста Києва, місцевість Віта-Литовська. Пролягає від Любомирської вулиці до Столичного шосе.

## Історія
Вулиця виникла у 2010-х роках під проектною назвою Проектна 12983. Сучасна назва на честь українського громадського діяча, міністра закордонних справ УНР Андрія Ніковського — з 2017 року.